# Leporinus crassilabris
Leporinus crassilabris är en fiskart som beskrevs av Nikolai Andreyevich Borodin 1929. Leporinus crassilabris ingår i släktet Leporinus och familjen Anostomidae. IUCN kategoriserar arten globalt som livskraftig. Inga underarter finns listade i Catalogue of Life.